# Johan Clarey
Pour les articles homonymes, voir Clarey.
Johan Clarey, né le 8 janvier 1981 à Annecy, est un skieur alpin français spécialisé dans la descente et le super-G. 
Il est vice-champion olympique de descente en 2022 et vice-champion du monde du Super G en 2019. Il compte onze podiums en Coupe du monde de ski alpin en descente et Super G. Skieur d'expérience, il est à la fois le plus vieux skieur alpin à être monté sur un podium aux Jeux olympiques (41 ans), le plus vieux à être monté sur un podium aux championnats du monde (38 ans) et le plus vieux à être monté sur un podium en Coupe du monde (42 ans).
Skieur se révélant sur le tard, il obtient son premier podium en coupe du monde en terminant troisième de la descente de Val Gardena le 19 décembre 2009 à l'âge de 28 ans. Le 19 janvier 2013, il bat le record de vitesse dans une épreuve de Coupe du monde, chronométré à 161,9 km/h lors de la descente de Wengen. Il prend sa retraite sportive à l'issue de la saison 2022-2023.

## Carrière

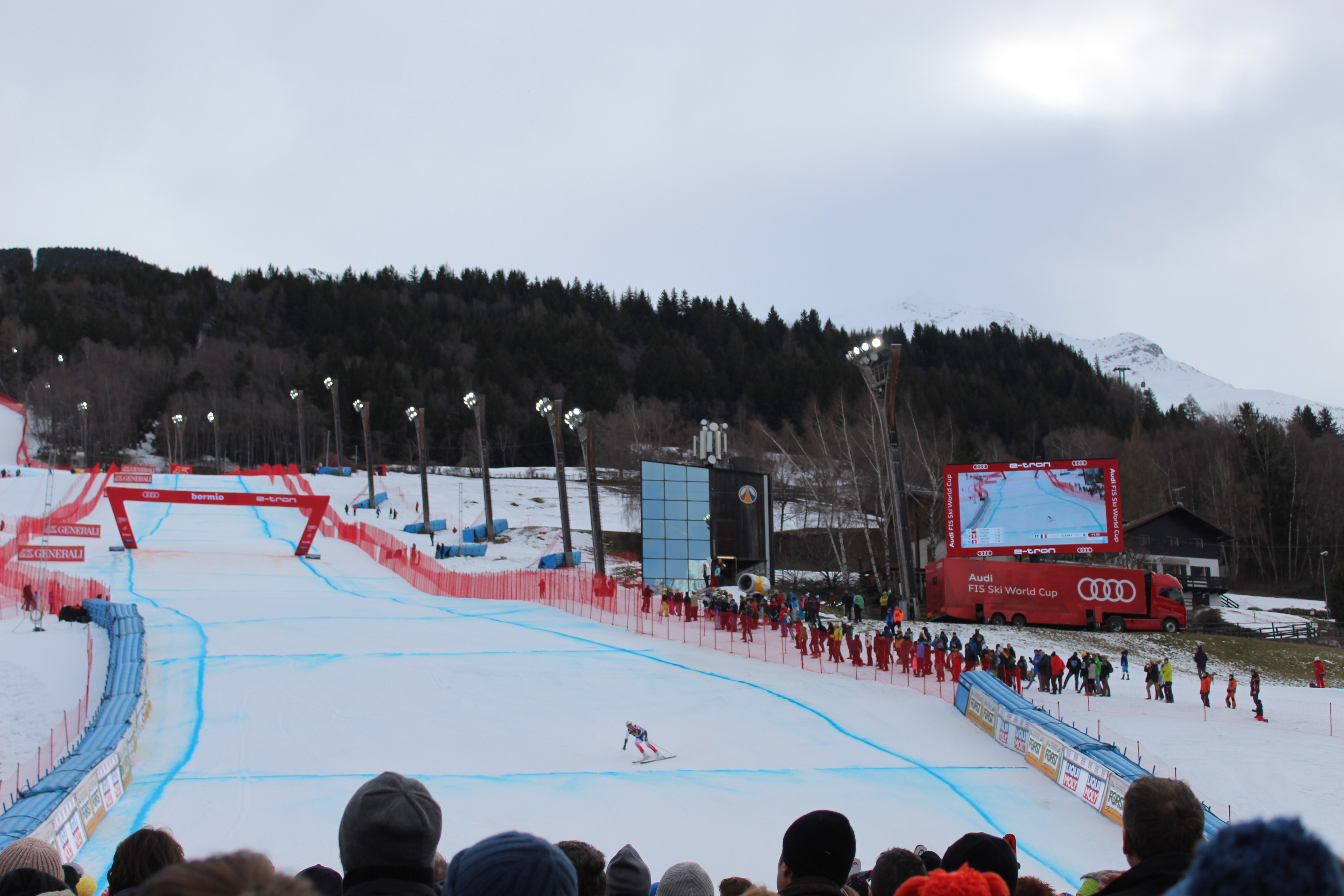
Johan Clarey sur la Piste du Stelvio de Bormio en 2019.

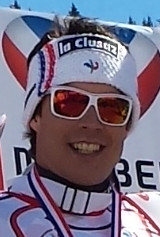
Johan Clarey à Méribel en 2014.

Le 17 décembre 2011, après son passage, Clarey pointe en tête de la descente de Val Gardena devant son compatriote Adrien Théaux. En raison de fortes rafales de vent, la course est cependant annulée.
Le 19 janvier 2013, Clarey établit le record de vitesse dans une épreuve de coupe du monde durant la descente de Wengen qu'il termine en cinquième position. Avec un passage à 161,9 km/h, Clarey bat le record de Carlo Janka réalisé la veille lors de la descente du super-combiné. Au début du mois de février, alors qu'il est sélectionné pour la descente et le super G des Championnats du monde, Clarey est victime d'une chute en dehors d'une compétition. Il souffre d'une lombosciatique aiguë qui nécessite une opération, ce qui met un terme à sa saison. De retour à la compétition la saison suivante, Clarey obtient le 21 décembre une troisième place dans la descente de Val Gardena, son deuxième podium en coupe du monde, quatre ans après une autre troisième place dans la même station de ski. Clarey rate ensuite les Jeux olympiques de Sotchi où il ne termine pas la descente et est dix-neuvième du super G. Il annonce alors son intention d'arrêter sa carrière en fin de saison. De retour en coupe du monde, il obtient la deuxième place de la descente de Kvitfjell le 1er mars.
Après un nouveau podium en Coupe du monde (3e de la descente de Kitzbühel le 21 janvier 2017), puis comme toute l'équipe de France et particulièrement celle de vitesse hommes, très secoué par le décès de son ami David Poisson en novembre de la même année,, Johan Clarey dispute sa meilleure saison à 38 ans, lors de l'hiver 2018-2019, se classant très régulièrement dans le top 10 en descente et Super G ce qui lui permet de remonter peu à peu vers les meilleurs dossards en Coupe du monde. Il se classe notamment  5e de la descente de Lake Louise, encore 5e de celle de Beaver Creek, 4e du super G de Val Gardena, et 2e du super G de Kitzbühel, son premier podium dans la discipline. Deux semaines après ce résultat sur la Streif, il remporte la première médaille française des Championnats du monde 2019 à Åre. Le 6 février, il prend le départ du Super G avec le dossard no 14, et rivalise à tous les chronos intermédiaires avec le leader de la course Dominik Paris. Il semble en mesure de le battre quand il percute une porte sur le bas de parcours, ce qui déchire sa combinaison au niveau de l'épaule et fait ressortir la protection plastique qui se trouve en dessous et qui du coup lui aurait fait perdre en aérodynamisme, selon lui. Il termine à 9/100e de Paris, à égalité avec Vincent Kriechmayr, pour une médaille d'argent partagée. Johan Clarey est le plus vieux médaillé de l'histoire des championnats du monde.
Il poursuit sa carrière, et à plus de 40 ans, lors de la saison 2020-2021, le 24 janvier, il parvient à se classer 2e sur la Streif lors de la deuxième descente de Kitzbühel. Le jeudi, lors du deuxième entraînement, il avait lourdement chuté. Le vendredi, lors de la première descente, il avait pris la 4e place de la course remportée par Beat Feuz. Le samedi, il s'élance avec le dossard no 5, maîtrise tout le parcours et réalise le meilleur temps. Il n'est battu que par Feuz (dossard no 9) qui réalise le doublé à « Kitz », en le devançant de 17/100e. Johan Clarey devient le premier quadragénaire, et donc le plus vieux skieur de l'histoire, à montrer sur un podium de Coupe du monde. Il annonce dans la foulée son intention de poursuite sa carrière une saison supplémentaire, afin notamment de viser la victoire sur la Streif en 2022. Il obtient sept « top 10 » en descente et Super-G lors de cet hiver ponctué par les championnats du monde à Cortina d'Ampezzo (abandon lors du Super-G, 16e de la descente), et termine 19e du classement général, 4e du classement descente (sa meilleure position dans la discipline depuis ses débuts en 2004), et 26e de celui du Super-G.

### Vice-champion olympique à 41 ans
Lors de la saison 2021-2022, alors qu'en descente, l'équipe de France ne compte pas le moindre "Top 5", Johan Clarey signe un nouvel exploit peu après avoir fêté ses 41 ans : comme l'année précédente, il parvient à prendre la deuxième place de la descente de Kitzbühel, domptant à nouveau la Streif pour passer la ligne d'arrivée à 42/100e de seconde d'Aleksander Aamodt Kilde, comptant même 2/100e d'avance au niveau de la Hausbergkante au sixième intermédiaire, avant de perdre du temps dans le dévers final.
Le 7 février 2022, il devient vice-champion olympique de descente aux Jeux de Pékin. Il est ainsi à 41 ans et 29 jours le plus vieux médaillé olympique de ski alpin, surclassant le record détenu par l'Américain Bode Miller, médaillé à l'âge de 36 ans en 2014. Lors de sa descente, partant avec le dossard no 19, Johan Clarey « allume du vert » (signifiant une avance sur le meilleur temps provisoire) aux quatre premiers temps intermédiaires. Au cinquième, il est en retard de 13/100e. Clarey échoue finalement sur la ligne d'arrivée à seulement 10/100e de Beat Feuz. Il déloge de la deuxième place Matthias Mayer, qui lui a fini à 16/100e du vainqueur suisse.
Il effectue la dernière course de sa carrière en coupe du monde lors de la descente de Soldeu le 15 mars 2023. Pour son 240e départ à ce niveau, il termine douzième.

## Palmarès

### Jeux olympiques d'hiver
| Épreuve / Édition   | Descente | Super G | Slalom géant | Slalom | Combiné |
| JO 2010 Vancouver   | 27e      | —       | —            | —      | Abandon |
| JO 2014 Sotchi      | Abandon  | 19e     | —            | —      | —       |
| JO 2018 Pyeongchang | 18e      | —       | —            | —      | —       |
| JO 2022 Pékin       | Argent   | -       | —            | —      | —       |

Légende :
- : deuxième place, médaille d'argent
- — : Johan Clarey n'a pas participé à cette épreuve

### Championnats du monde
| Épreuve / Édition                    | Descente | Super G | Slalom géant | Slalom | Combiné |
| Mondiaux 2011 Garmisch-Partenkirchen | 8e       | —       | —            | —      | —       |
| Mondiaux 2015 Vail - Beaver Creek    | 16e      | 30e     | —            | —      | —       |
| Mondiaux 2017 Saint-Moritz           | Abandon  | —       | —            | —      | —       |
| Mondiaux 2019 Åre                    | 17e      | Argent  | —            | —      | —       |
| Mondiaux 2021 Cortina d'Ampezzo      | 16e      | Abandon | —            | —      | —       |

Légende :
- — : n'a pas participé à cette épreuve

### Coupe du monde
- Meilleur classement général : 19e place en 2019, 2020, 2021 et 2022[18].
- 11 podiums (10 en descente et 1 super G).

#### Classements par épreuve en Coupe du monde
| Saison / Épreuve | Saison / Épreuve | Général | Général | Descente | Descente | Slalom | Slalom | Slalom géant | Slalom géant | Super G | Super G | Combiné | Combiné |
| ---------------- | ---------------- | ------- | ------- | -------- | -------- | ------ | ------ | ------------ | ------------ | ------- | ------- | ------- | ------- |
| Saison / Épreuve | Saison / Épreuve | Class.  | Points  | Class.   | Points   | Class. | Points | Class.       | Points       | Class.  | Points  | Class.  | Points  |
| 2004             | 2004             | 140e    | 2       | 54e      | 2        | -      | -      | -            | -            | -       | -       | -       | -       |
| 2007             | 2007             | 86e     | 69      | 33e      | 57       | -      | -      | -            | -            | -       | -       | 38e     | 12      |
| 2008             | 2008             | 78e     | 79      | 30e      | 63       | -      | -      | -            | -            | -       | -       | 41e     | 16      |
| 2009             | 2009             | 92e     | 46      | 31e      | 46       | -      | -      | -            | -            | -       | -       | -       | -       |
| 2010             | 2010             | 61e     | 118     | 19e      | 104      | -      | -      | -            | -            | -       | -       | 37e     | 14      |
| 2011             | 2011             | 56e     | 150     | 19e      | 142      | -      | -      | -            | -            | 48e     | 8       | -       | -       |
| 2012             | 2012             | 29e     | 334     | 10e      | 283      | -      | -      | -            | -            | 31e     | 51      | -       | -       |
| 2013             | 2013             | 23e     | 282     | 12e      | 174      | -      | -      | -            | -            | 12e     | 108     | -       | -       |
| 2014             | 2014             | 25e     | 341     | 7e       | 286      | -      | -      | -            | -            | 25e     | 68      | -       | -       |
| 2015             | 2015             | 32e     | 250     | 16e      | 182      | -      | -      | -            | -            | 23e     | 68      | -       | -       |
| 2016             | 2016             | 37e     | 253     | 15e      | 235      | -      | -      | -            | -            | 41e     | 18      | -       | -       |
| 2017             | 2017             | 52e     | 137     | 17e      | 132      | -      | -      | -            | -            | 50e     | 5       | -       | -       |
| 2018             | 2018             | 54e     | 121     | 18e      | 121      | -      | -      | -            | -            | -       | -       | -       | -       |
| 2019             | 2019             | 19e     | 434     | 8e       | 234      | -      | -      | -            | -            | 8e      | 200     | -       | -       |
| 2020             | 2020             | 19e     | 405     | 7e       | 316      | -      | -      | -            | -            | 15e     | 89      | -       | -       |
| 2021             | 2021             | 19e     | 335     | 4e       | 272      | -      | -      | -            | -            | 26e     | 63      | -       | -       |
| 2022             | 2022             | 19e     | 342     | 9e       | 301      | -      | -      | -            | -            | 31e     | 41      | -       | -       |
| 2023             | 2023             |         |         | 4e       | 343      | -      | -      | -            | -            |         |         | -       | -       |

#### Performances générales
Johan Clarey a pris 240 départs en Coupe du monde. Il n'a jamais remporté de victoires mais compte onze podiums, dix en descente et un en Super G.
| Résultat  | Descente | Super G | Slalom géant | Combiné | Slalom | Total |
| --------- | -------- | ------- | ------------ | ------- | ------ | ----- |
| 1re place | -        | -       | -            | -       | -      | -     |
| 2e place  | 6        | 1       | -            | -       | -      | 7     |
| 3e place  | 4        | -       | -            | -       | –      | 4     |
| Top 10    | 53       | 11      | -            | -       | -      | 64    |
| Top 30    | 121      | 42      | -            | 5       | -      | 168   |
| Autres    | 30       | 34      | -            | 8       | -      | 72    |
| Départs   | 151      | 76      | 0            | 13      | 0      | 240   |

Mis à jour le 16 mars 2023.

### Championnats du monde junior
Johan Clarey a participé à deux éditions des Championnats du monde junior, au Québec en 2000 puis à Verbier en 2001. Son meilleur résultat est une 4e place dans la descente de Verbier.
| Épreuve / Édition      | Descente | Super G | Slalom géant | Slalom | Combiné |
| Mondiaux 2000 Stoneham | 28e      | -       | 28e          | 21e    | -       |
| Mondiaux 2001 Verbier  | 4e       | -       | 44e          | 18e    | -       |

### Coupe d'Europe
- Meilleur classement général : 9e en 2004.
- Vainqueur des classements de descente et de combiné en 2007.
- 8 podiums, dont 5 victoires (4 en descente et 1 en super combiné).

### Championnats de France

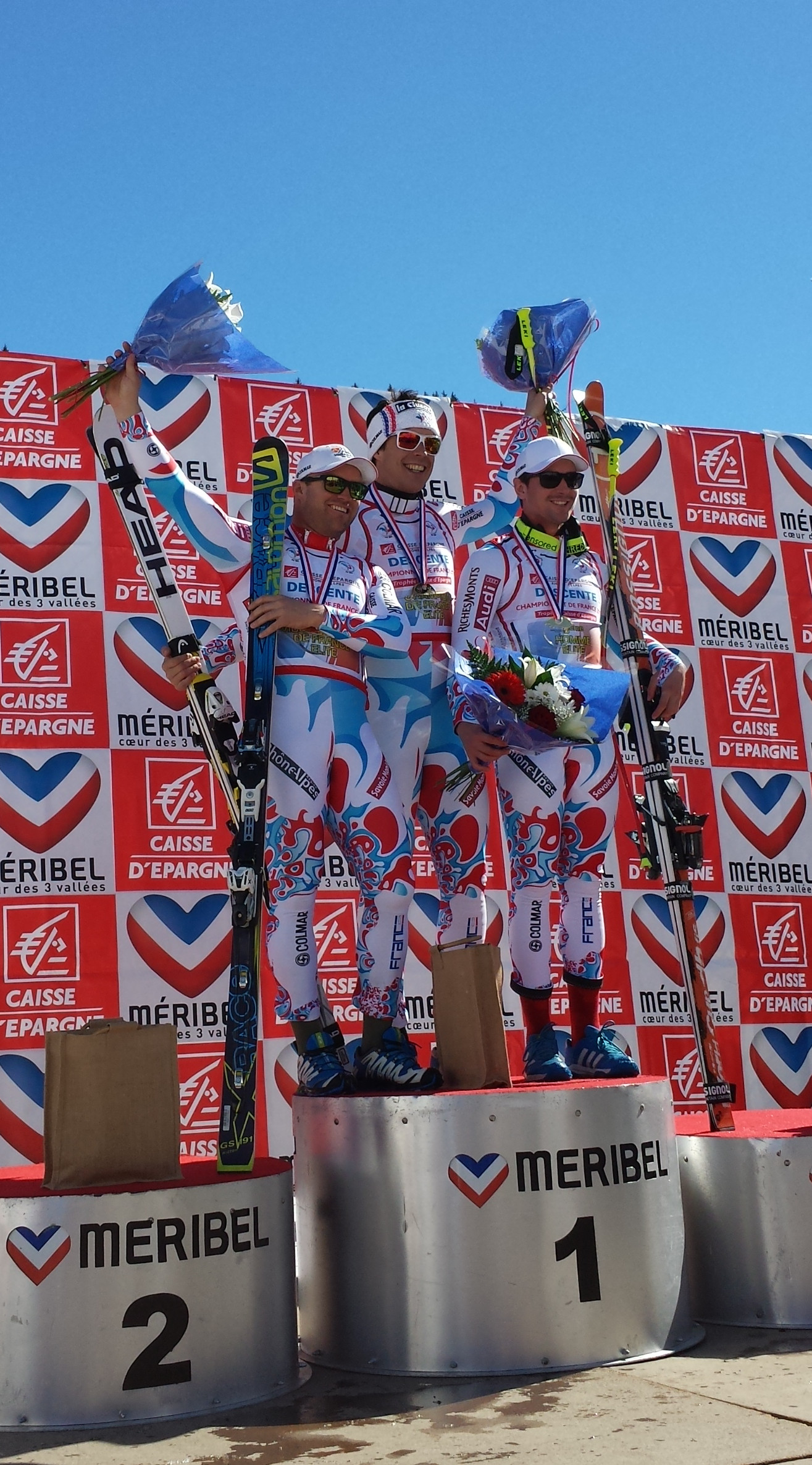
Podium du Championnat de France de descente en 2014 à Méribel : Johan Clarey vainqueur au centre, entouré de David Poisson et Maxence Muzaton

Johan Clarey a remporté deux titres de champion de France de descente, en 2011 et en 2014.
| Épreuve / Édition                          | Descente           | Super G            | Slalom géant | Slalom  | Super combiné |
| ------------------------------------------ | ------------------ | ------------------ | ------------ | ------- | ------------- |
| Championnats 1997 L'Alpe d'Huez            | —                  | Abandon            | —            | —       | —             |
| Championnats 1998 Serre Chevalier          | 78e                | 59e                | Abandon      | Abandon | —             |
| Championnats 1999 La Clusaz                | 36e                | —                  | 28e          | 18e     | —             |
| Championnats 2000 Valloire                 | 22e                | —                  | Abandon      | 19e     | —             |
| Championnats 2001 Courchevel/L'Alpe d'Huez | —                  | 29e                | —            | Abandon | —             |
| Championnats 2002 Val-d'Isère/Megève       | 20e                | 19e                | 35e          | Abandon | —             |
| Championnats 2003 Les Menuires             | 8e                 | Médaille d'argent  | Abandon      | 12e     | —             |
| Championnats 2004 Les Carroz/Flaine        | 9e                 | 13e                | Abandon      | Abandon | —             |
| Championnats 2006 Courchevel/Val-d'Isère   | —                  | 14e                | —            | Abandon | —             |
| Championnats 2007 Val Cenis/Val-d'Isère    | 12e                | Abandon            | 31e          | 20e     | Abandon       |
| Championnats 2008 Auron/Isola 2000         | Médaille d'argent  | Médaille de bronze | 39e          | Abandon | 4e            |
| Championnats 2010 Les Menuires             | Médaille de bronze | Abandon            | —            | —       | Abandon       |
| Championnats 2011 Tignes/Le Mont-Dore      | Médaille d'or      | 4e                 | —            | —       | Abandon       |
| Championnats 2012 L'Alpe d'Huez            | 4e                 | Médaille de bronze | —            | —       | —             |
| Championnats 2014 Méribel                  | Médaille d'or      | 21e                | —            | —       | Abandon       |
| Championnats 2015 Serre Chevalier          | —                  | Médaille de bronze | —            | —       | —             |
| Championnats 2016 Les Menuires             | 11e                | Abandon            | —            | —       | Abandon       |
| Championnats 2017 Tignes                   | 6e                 | -                  | —            | —       | —             |
| Championnats 2018 Châtel                   | Médaille d'argent  | -                  | —            | —       | —             |
| Championnats 2019 Auron                    | Médaille d'argent  | Médaille d'or      | —            | —       | —             |

## Distinctions
- 2022 :  Chevalier de l'ordre national du Mérite[22].